# Contre-la-montre féminin aux championnats du monde de cyclisme sur route 2002
Navigation
2001 2003
Le contre-la-montre féminin des championnats du monde de cyclisme sur route 2002 a lieu le 9 octobre 2002 à Heusden-Zolder, dans la province de Limbourg, en Belgique, sur un parcours de 23,2 km. Il est remporté par la Russe Zulfiya Zabirova.

## Classement
|                                    | Coureur                 | Pays             |    | Temps         |
| ---------------------------------- | ----------------------- | ---------------- | -- | ------------- |
| Médaille d'or, Coupe du Monde      | Zulfiya Zabirova        | Russie           | en | 30 min 2 s 62 |
| Médaille d'argent, Coupe du Monde  | Nicole Brändli          | Suisse           | +  | 14 s 70       |
| Médaille de bronze, Coupe du Monde | Karin Thürig            | Suisse           |    | 15 s 65       |
| 4                                  | Joane Somarriba         | Espagne          |    | 15 s 68       |
| 5                                  | Sara Carrigan           | Australie        |    | 20 s 39       |
| 6                                  | Olga Slyusareva         | Russie           |    | 32 s 66       |
| 7                                  | Jeannie Longo           | France           |    | 42 s 18       |
| 8                                  | Rasa Polikevičiūtė      | Lituanie         |    | 44 s 85       |
| 9                                  | Judith Arndt            | Allemagne        |    | 48 s 35       |
| 10                                 | Leontien van Moorsel    | Pays-Bas         |    | 51 s 26       |
| 11                                 | Teodora Ruano           | Espagne          |    | 1 min 6 s 58  |
| 12                                 | Catherine Marsal        | France           |    | 1 min 7 s 11  |
| 13                                 | Alison Wright           | Australie        |    | 1 min 9 s 84  |
| 14                                 | Geneviève Jeanson       | Canada           |    | 1 min 16 s 13 |
| 15                                 | Amber Neben             | États-Unis       |    | 1 min 20 s 62 |
| 16                                 | Kimberly Bruckner       | États-Unis       |    | 1 min 21 s 13 |
| 17                                 | Melissa Holt            | Nouvelle-Zélande |    | 1 min 25 s 12 |
| 18                                 | Edita Pučinskaitė       | Lituanie         |    | 1 min 25 s 65 |
| 19                                 | Susanne Ljungskog       | Suède            |    | 1 min 29 s 43 |
| 20                                 | Olga Zabelinskaïa       | Russie           |    | 1 min 34 s 59 |
| 21                                 | Giovanna Troldi         | Italie           |    | 1 min 35 s 35 |
| 22                                 | Lyne Bessette           | Canada           |    | 1 min 35 s 99 |
| 23                                 | Jenny Algelid-Bengtsson | Suède            |    | 1 min 37 s 41 |
| 24                                 | Mirjam Melchers         | Pays-Bas         |    | 1 min 40 s 48 |
| 25                                 | Bogumiła Matusiak       | Pologne          |    | 1 min 41 s 69 |
| 26                                 | Zinaida Stahurskaia     | Biélorussie      |    | 1 min 44 s 39 |
| 27                                 | Anita Valen de Vries    | Norvège          |    | 1 min 45 s 23 |
| 28                                 | Lada Kozlíková          | Tchéquie         |    | 1 min 54 s 76 |
| 29                                 | Evy Van Damme           | Belgique         |    | 2 min 0 s 02  |
| 30                                 | Tanya Andryuschenko     | Ukraine          |    | 2 min 1 s 52  |
| 31                                 | Edwige Pitel            | France           |    | 2 min 1 s 75  |
| 32                                 | Frances Newstead        | Royaume-Uni      |    | 2 min 12 s 68 |
| 33                                 | Kirsty Nicole Robb      | Nouvelle-Zélande |    | 2 min 14 s 80 |
| 34                                 | Iryna Chuzhynova        | Ukraine          |    | 2 min 21 s 86 |
| 35                                 | María Luisa Calle       | Colombie         |    | 2 min 22 s 12 |
| 36                                 | Tina Liebig             | Allemagne        |    | 2 min 25 s 29 |
| 37                                 | Solrun Flataas          | Norvège          |    | 2 min 26 s 99 |
| 38                                 | Cindy Pieters           | Belgique         |    | 3 min 2 s 41  |
| 39                                 | Doris Posch             | Autriche         |    | 3 min 5 s 75  |
| 40                                 | Geraldine Gill          | Irlande          |    | 3 min 49 s 31 |
| 41                                 | Evelyn García           | Salvador         |    | 4 min 21 s 45 |
| 42                                 | Chalime Giourbouz       | Grèce            |    | 4 min 44 s 89 |